# Levante
Levánte ali vzhodnik je v severnem Jadranu prehoden, vlažen veter, ki piha z vzhoda (E). Značilen je predvsem za zimski čas. Nastane v brezveterju in lahko preide v burjo ali jugo.